# 拉格罗利耶尔
拉格罗利耶尔（法語：Lagraulière，法語發音：[lagʁoljɛʁ]）是法国科雷兹省的一个市镇，属于蒂勒区。

## 地理
拉格罗利耶尔（45°21'10"N, 1°38'20"E）面积30.75 平方千米，位于法国新阿基坦大区科雷兹省，该省份为法国中南部省份，北起上维埃纳省和克勒兹省，西接多爾多涅省，南至洛特省，东临多姆山省和康塔爾省。
与拉格罗利耶尔接壤的市镇（或旧市镇、城区）包括：尚泰克斯、埃斯帕尔蒂尼亚克、佩尔珀扎克-勒努瓦尔、圣克莱芒、圣雅勒、圣帕尔杜-洛尔蒂日耶、塞亚克。

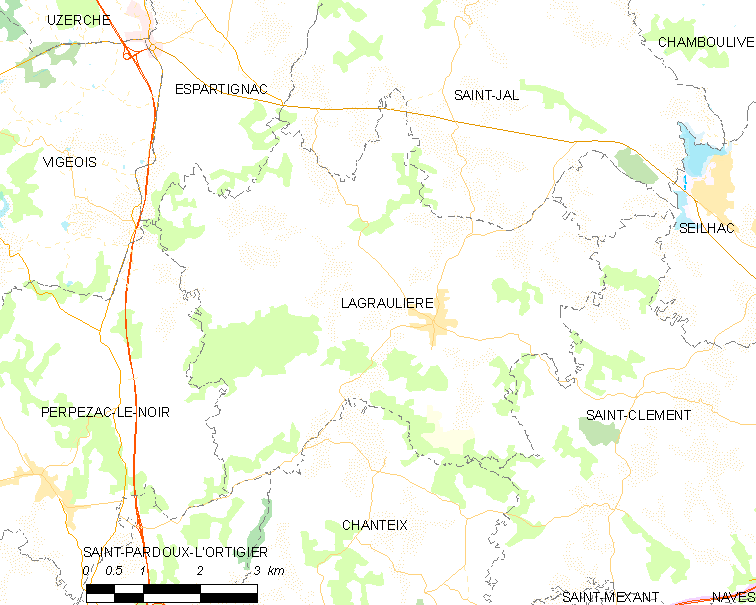
拉格罗利耶尔的OSM定位图

拉格罗利耶尔的时区为UTC+01:00、UTC+02:00（夏令时）。

## 行政
拉格罗利耶尔的邮政编码为19700，INSEE市镇编码为19100。

## 政治
拉格罗利耶尔所属的省级选区为塞亚克-莫内迪耶尔县。

## 人口

1962-2008年间拉格罗利耶尔人口变化图示

拉格罗利耶尔于2022年1月1日时的人口数量为1189人。